# Comit Spanu
Comit Spanu fou fill de Constantí II Spanu de Gallura. Apareix com a jutge de Gallura el 1133, probablement després de succeir al seu pare. No se sap quan va morir però el 1146 ja apareix com a jutge de Gallura de la branca d'Itocor de Gunale anomenat Constantí III de Lacon. Va deixar probablement cinc fills: Constantí Spanu (jutge de fet d'Arborea el 1199, que es va casar amb Anna de Lacon-Serra, filla de Barisó I d'Arborea de Lacon-Serra), Marià Spanu (mort vers el 1173), Comit Spanu (mort després del 1185), Elena Spanu (morta vers el 1159) i Furat Spanu.